# Bodil Malmsten
Bodil Malmsten (ur. 19 sierpnia 1944 w Bjärme, Gmina Östersund, zm. 5 lutego 2016 w Sztokholmie) – szwedzka pisarka.
Uhonorowana została wieloma nagrodami, m.in. Nagrodą Aniary i SKTF. W 2006 otrzymała tytuł doktora honoris causa na uniwersytecie w Östersund. Zasiadała w jury International IMPAC Literary Award.
W wieku 55 lat opuściła Szwecję i wyjechała do Francji, by zamieszkać w bretońskim Finistère. Tę przeprowadzkę i życie w nowym miejscu opisała w książce Cena wody w Finistère.
Na język polski przełożone zostały jej trzy książki: Cena wody w Finistère (tłum. Jan Rost), I znowu mam bałagan w papierach (tłum. Antoni Główczyński, Elżbieta Lovén) i Moje pierwsze życie (tłum. Beata Walczak-Larsson).

## Nagrody
- 1990 - Nagroda Literacka Östersunds-Posten
- 1991 - Nagroda Autorska Studieförbundet Vuxenskolan
- 1992 - Nagroda im. Stiga Carlsona
- 1993 - Nagroda Ferlina
- 1995 - Autor roku

- 1996 – Nagroda Aniary (50 000 koron szwedzkich)
- 2002 – Karl Vennbergs pris (50 000 koron szwedzkich)[1]
- 2003 - Nagroda Signe Ekblad-Eldh
- 2004 - Książka na literacką nagrodę komediową dla wszystkich
- 2004 - Nagroda Pirata
- 2005 - Länstidningen Östersund
- 2006 - Osobista Nagroda Ivara Lo-Johanssona
- 2006 - Doktor honoris causa Uniwersytetu Środkowej Szwecji
- 2007 - Tablica Hedenvinda
- 2010 - Litteris et Artibus
- 2014 - Särskilda pris
- 2015 - Fundusz Stypendialny Alberta Bonniera dla szwedzkich autorów

## Publikacje
- Dvärgen Gustaf, 1977
- Damen, det brinner!, 1984
- Paddan & branden, 1987
- B-ställningar, 1987
- Svartvita bilder, 1988
- Nåd & onåd Idioternas bok, 1989
- Nefertiti i Berlin, 1990
- Landet utan lov, 1991
- Det är ingen ordning på mina papper, 1991
- Inte med den eld jag har nu: dikt för annan dam, 1993
- Den dagen kastanjerna slår ut är jag långt härifrån, 1994
- Nästa som rör mig, 1996
- Undergångarens sånger, 1998
- Priset på vatten i Finistère, 2001 (Cena wody w Finistère)
- Det är fortfarande ingen ordning på mina papper, 2003 (I znowu mam bałagan w papierach)
- Mitt första liv, 2004 (Moje pierwsze życie)
- Sista boken från Finistère, 2004 (Ostatnia książka z Finistère)